# Underdog (canción)
«Underdog» es una canción de la cantante y compositora estadounidense Alicia Keys. Fue escrito por Keys, Johnny McDaid, Ed Sheeran, Amy Wadge, Jonny Coffer y Foy Vance, y producido por Keys y McDaid. La canción se lanzó como el tercer sencillo del próximo séptimo álbum de estudio Alicia (2020). El 27 de marzo de 2020, la canción fue remezclada por Keys y contó con los cantantes de reggae Protoje y Chronixx.

## Antecedentes y lanzamiento
Se lanzó en la radio pop como el próximo sencillo oficial del álbum en enero de 2020. El video musical correspondiente a la canción se estrenó en la primera mitad de enero de 2020 y se enfoca a la situaciones que pueden ser difíciles. En cuanto a lo que significa la canción Alicia Keys comentó lo siguiente en una entrevista para Rolling Stone: «Algunas personas pueden pensar que la palabra desvalido es una palabra negativa, pero lo veo como una palabra poderosa que representa a personas que pueden estar subestimadas y aún así estar a la altura del desafío y superar las expectativas».

## Rendimiento comercial
El 7 de febrero de 2020, debutó en el Billboard Hot 100 en la posición 93, convirtiéndose en el segundo sencillo del álbum Alicia en aparecer en el Hot 100. Más tarde, alcanzó el número 69, marcando su posición más alta en la lista desde 2013.

## Presentaciones en vivo
Keys realizó «Underdog» con Brittany Howard respaldando la actuación en guitarra acústica en la 62.ª Entrega Anual de los Premios Grammy. El 29 de marzo de 2020, Keys participó en el Living Room Concert for America de iHeart Media, un concierto a beneficio para crear conciencia y fondos para la pandemia de coronavirus.

## Posicionamiento en listas
| Listas (2020)                       | Mejor posición |
| ----------------------------------- | -------------- |
| Alemania (Media Control Charts)     | 24             |
| Australia Digital Tracks (ARIA)     | 36             |
| Austria (Ö3 Austria Top 40)         | 32             |
| Bélgica (Ultratop 50) Flanders      | 13             |
| Bélgica (Ultratop 50) Wallonia      | 6              |
| Escocia (Official Charts Company)   | 60             |
| Eslovaquia (Radio Top 100)          | 99             |
| Eslovenia SloTop50                  | 29             |
| Estados Unidos (Billboard Hot 100)  | 69             |
| Estados Unidos (Adult Contemporary) | 12             |
| Estados Unidos (Adult Top 40)       | 16             |
| Estados Unidos (Mainstream Top 40)  | 27             |
| México Inglés Airplay (Billboard)   | 22             |
| Nueva Zelanda Hot Singles (RMNZ)    | 7              |
| Países Bajos (Dutch Top 40)         | 17             |
| Países Bajos (Single Top 100)       | 51             |
| República Checa (Rádio Top 100)     | 4              |
| Suiza (Schweizer Hitparade)         | 22             |

## Certificaciones
| País           | Organismo certificador | Certificación | Ventas certificadas | Ref    |
| -------------- | ---------------------- | ------------- | ------------------- | ------ |
| Estados Unidos | RIAA                   | Oro           | 500 000             | [ 24 ] |